# Панатінаїкос (футбольний клуб)
«Панатінаїко́с» (грец. ΠΑΕ Παναθηναϊκός Α.Ο.), також відомий як ПАО (грец. ΠΑΟ) — грецький професійний футбольний клуб з міста Афіни.
Створений Йоргосом Калафатісом у 1908 році клуб грає у Грецькій Суперлізі, будучи одним із найуспішніших клубів грецького футболу та одним із трьох клубів, які ніколи не вибували з вищого дивізіону. Серед головних титулів клубу — 20 титулів Грецької Суперліги, 20 Кубків Греції, вісім разів клуб здобував дубль і 3 Суперкубки Греції. «Панатінаїкос» також є одним із двох клубів, які виграли чемпіонат Греції без поразок, пройшовши без поразок у кампанії вищого дивізіону у сезоні 1963-64.
«Панатінаїкос» також є найуспішнішим грецьким клубом за досягненнями в єврокубках. Це єдина грецька команда, яка дійшла до фіналу Кубка Європейських чемпіонів (пізніше перейменованого на Лігу чемпіонів УЄФА) у 1971 році (який «Панатінаїкос» програв «Аяксу» з рахунком 2-0), а також двічі до півфіналу, у 1985 та 1996 роках.
Це також єдина грецька команда, яка грала за Міжконтинентальний кубок (1971). Крім того, клуб ще двічі виходив до чвертьфіналу Ліги чемпіонів (у 1992 та 2002 роках), а також двічі до чвертьфіналу Кубка УЄФА (у 1988 та 2003 роках). «Панатінаїкос» також виграв Балканський кубок у 1977 році.
З 1950-х років клуб має одну з найстаріших і найуспішніших академій у Греції, виховуючи талантів для основної команди та для збірної Греції. «Панатінаїкос» проводить свої домашні ігри на стадіоні «Апостолос Ніколаїдіс», який вважається традиційним домашнім полем для команди, а також на Олімпійському стадіоні в Афінах.
Згідно з дослідженнями та опитуваннями, «Панатінаїкос» є другою за популярністю футбольною командою у Греції.
«Панатінаїкос» веде тривале суперництво з «Олімпіакосом», протистояння двох команд називають «Дербі вічних ворогів».

## Історія
«Панатінаїко́с» був аматорським футбольним клубом і входив до спортивної спільноти Панатінаїко́с (грец. Παναθηναϊκός Αθλητικός Όμιλος), звідки пішла друга назва клубу П. А. О. У 1979 році футбольний клуб від'єднався від спільноти і перетворився на незалежну професійну спортивну структуру. Домашні поєдинки команда проводить на різних аренах, більшість — на стадіоні імені Апостолоса Ніколаїдіса, який вважається їхнім традиційним домашнім стадіоном, та Олімпійському стадіоні Афін. У 2008 році клуб оголосив про підписання контракту на будівництво нового стадіону — Афінська арена Панатінаїко́с. Роботи розпочалися у вересні 2008, а їх завершення очікується перед початком сезону 2010-11.
У сезоні Грецької Суперліги 2009-2010 Панатікаїкос здобув перемогу, вперше після 2004 року, перервавши гегемонію Олімпіакоса, а також здобув Кубок Греції 2009-2010, здійснивши дубль у сезоні.

### Криза 2010 року
3 жовтня 2010 року Нікос Ніопліас оголосив про рішення залишити посаду головного тренера ФК «Панафінаїкоса». Це відбулось на прес-конференції після перемоги над «Панафінаїкосом» «Ерготеліса» в Іракліоні із рахунком 4:1 в Грецькій Суперлізі 2010-11. 15 листопада керівництво клубу замінило Ніопліаса Яцеком Гмохом як тимчасовим головним тренером клубу, а 20 листопада офіційно підписало контракт із Жезуалду Феррейра.
Нова криза спіткала «Панафінаїкос», коли 20 грудня 2010 року подав у відставку президент клубу Нікос Патерас, вдруге за останні 6 місяців (вперше він залишив президентський пост в березні 2010 року, однак за три місяці повернувся, після чого поновилось повноцінне фінансування клубу). Водночас інші основні акціонери клубу Андреас Вгенопулос, Танассіс Яннакопулос та Янніс Вардиноянніс одразу відмовились взяти на себе управління клубом. Сам Патерас запропонував на посаду президента Адамантіоса Полеміса, але затверджений був Іоанніс Векріс.

### Історія форми

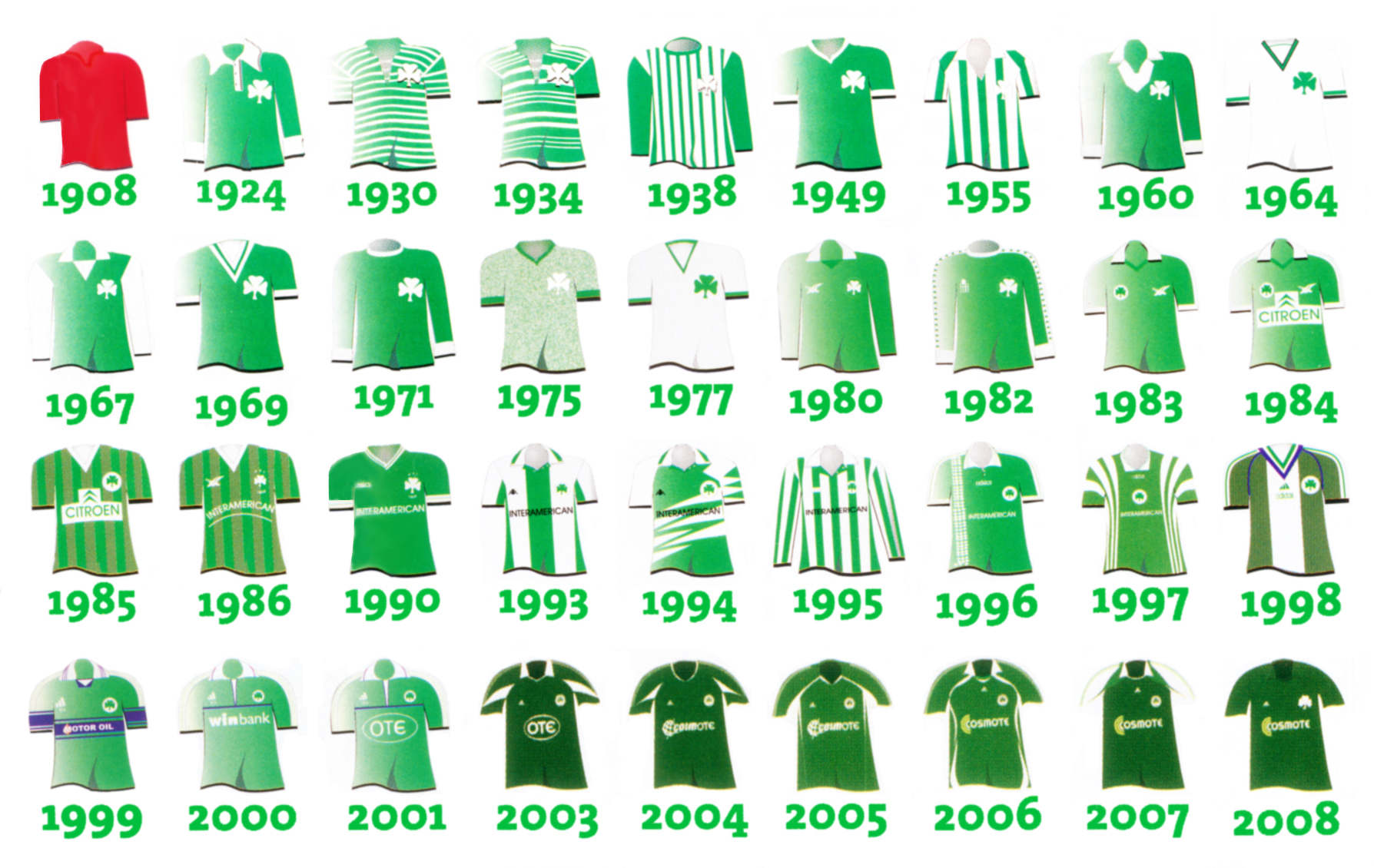
Історія форми ФК «Панатінаїкос»

| 1934 | 1949 | 1955 | 1967 | 1971 | 1985 |

| 1992 | 1997 | 1999 | 2003 | 2006 | 2008 |

## Досягнення
Чемпіонат Греції:
- Чемпіон (20): 1930, 1949, 1953, 1960, 1961, 1962, 1964, 1965, 1969, 1970, 1972, 1977, 1984, 1986, 1990, 1991, 1995, 1996, 2004, 2010
- Віце-чемпіон (24): 1931, 1932, 1936, 1954, 1955, 1957, 1963, 1966, 1974, 1982, 1985, 1987, 1993, 1994, 1998, 2000, 2001, 2003, 2005, 2011, 2012, 2014, 2015, 2023

Кубок Греції:
- Володар (20): 1940, 1948, 1955, 1967, 1969, 1977, 1982, 1984, 1986, 1988, 1989, 1991, 1993, 1994, 1995, 2004, 2010, 2014, 2022, 2024
- Фіналіст (10): 1949, 1960, 1965, 1968, 1972, 1975, 1997, 1998, 1999, 2007

Суперкубок Греції:
- Володар (3): 1988,[11] 1993, 1994

Балканський Кубок:
- Володар (1): 1978

Кубок європейських чемпіонів:
- Фіналіст (1): 1970/71

Кубок УЄФА:
- Чвертьфіналіст (1): 1987/88

## Участь в єврокубках
| Турнір                      | М   | Пер | Н  | Пор | ГЗ  | ГП  |
| --------------------------- | --- | --- | -- | --- | --- | --- |
| Ліга чемпіонів УЄФА         | 157 | 49  | 45 | 63  | 182 | 214 |
| Кубок володарів кубків УЄФА | 22  | 9   | 3  | 10  | 29  | 36  |
| Ліга Європи УЄФА            | 104 | 42  | 20 | 42  | 133 | 134 |
| Кубок ярмарків              | 4   | 1   | 1  | 2   | 3   | 3   |
| Міжконтинентальний кубок    | 2   | 0   | 1  | 1   | 2   | 3   |
| Всього                      | 289 | 101 | 70 | 118 | 349 | 390 |

Останнє оновлення: 24 серпня 2017
Загальна статистика матчів «Панатінаїкоса» проти команд з України —  київського «Динамо», запорізького  «Металурга» та «Дніпро-1»: 6 матчів, 1 перемога українського клуба, 2 нічиї, 3 перемоги «Панатінаїкоса», різниця забитих і пропущених м'ячів 10-7 на користь грецької команди.

## Поточний склад
Станом на 3 серпня 2025
| №  | Поз. | Нац.      | Гравець                   |
| -- | ---- | --------- | ------------------------- |
| 1  | ВР   | Росія     | Юрій Лодигін              |
| 4  | ПЗ   | Іспанія   | Педро Чірівелья           |
| 5  | ЗХ   | Алжир     | Ахмед Туба                |
| 6  | ПЗ   | Греція    | Маноліс Сіопіс            |
| 7  | НП   | Греція    | Фотіс Йоаннідіс (капітан) |
| 10 | ПЗ   | Бразилія  | Тете                      |
| 11 | ПЗ   | Греція    | Анастасіос Бакасетас      |
| 14 | ЗХ   | США       | Ерік Палмер-Браун         |
| 15 | ЗХ   | Ісландія  | Свєррір Інгасон           |
| 16 | ПЗ   | Словенія  | Адам Гнезда Черин         |
| 17 | ПЗ   | Аргентина | Даніель Манчіні           |
| 19 | НП   | Польща    | Кароль Свідерський        |
| 20 | ПЗ   | Сербія    | Неманья Максимович        |

| №  | Поз. | Нац.     | Гравець                           |
| -- | ---- | -------- | --------------------------------- |
| 21 | ЗХ   | Хорватія | Тин Єдвай                         |
| 22 | ПЗ   | Греція   | Георгіос Киріопулос               |
| 25 | ЗХ   | Сербія   | Филип Младенович                  |
| 27 | ЗХ   | Греція   | Янніс Котсирас                    |
| 28 | ПЗ   | Уругвай  | Факундо Пельїстрі                 |
| 29 | НП   | Швеція   | Александер Єремеєфф               |
| 30 | ПЗ   | Греція   | Адріано Брегу                     |
| 31 | ПЗ   | Сербія   | Филип Джуричич                    |
| 40 | ВР   | Франція  | Альбан Ляфон (в оренді з «Нанта») |
| 44 | ПЗ   | Греція   | Георгіос Нікас                    |
| 69 | ВР   | Польща   | Бартломей Дронговський            |
| 70 | ВР   | Греція   | Константінос Коцаріс              |
| 77 | ЗХ   | Греція   | Йоргос Кір'якопулос               |